# Vigia (ort)
Vigia är en ort i Brasilien.   Den ligger i kommunen Vigia och delstaten Pará, i den nordöstra delen av landet, 1 700 km norr om huvudstaden Brasília. Vigia ligger 6 meter över havet och antalet invånare är 29 229.
Terrängen runt Vigia är mycket platt. En vik av havet är nära Vigia åt nordväst. Vigia är det största samhället i trakten.
Omgivningarna runt Vigia är en mosaik av jordbruksmark och naturlig växtlighet. Runt Vigia är det glesbefolkat, med 18 invånare per kvadratkilometer.